# Dois É Demais em Orlando
Dois É Demais em Orlando é um filme de comédia brasileiro, produzido pela Globo Filmes e coproduzido pela Telecine. Conta com roteiro de Daniela Ocampo, Luiza Yabrudi e Eduardo Caldas e a direção de Rodrigo Van Der Put. O filme estreou 28 de março de 2024 nos cinemas. É estrelado por Eduardo Sterblitch e Pedro Burgarelli.

## Sinopse
João, um grande fã de filmes e super-heróis, está prestes a realizar seu sonho de criança: ir para Orlando e conhecer os parques da Universal. Mas sua empolgação é interrompida quando sua chefe pede um favor: levar o filho dela, Carlos Alberto, um garoto de onze anos que age como um adulto, no mesmo voo e entregá-lo ao pai. O que era para ser uma simples carona até Orlando se torna uma confusão quando o pai de Carlos Alberto não aparece para buscá-lo. Agora, João precisa cuidar do garoto e enfrentar suas diferenças para salvar seu emprego e superar seu medo de montanhas-russas.

## Elenco
- Eduardo Sterblitch
- Pedro Burgarelli
- Luana Martau
- Anderson Di Rizzi
- Polly Marinho
- Daniel Furlan
- Estevam Nabote
- Robson Nunes